# Synagoge (Baryssau)

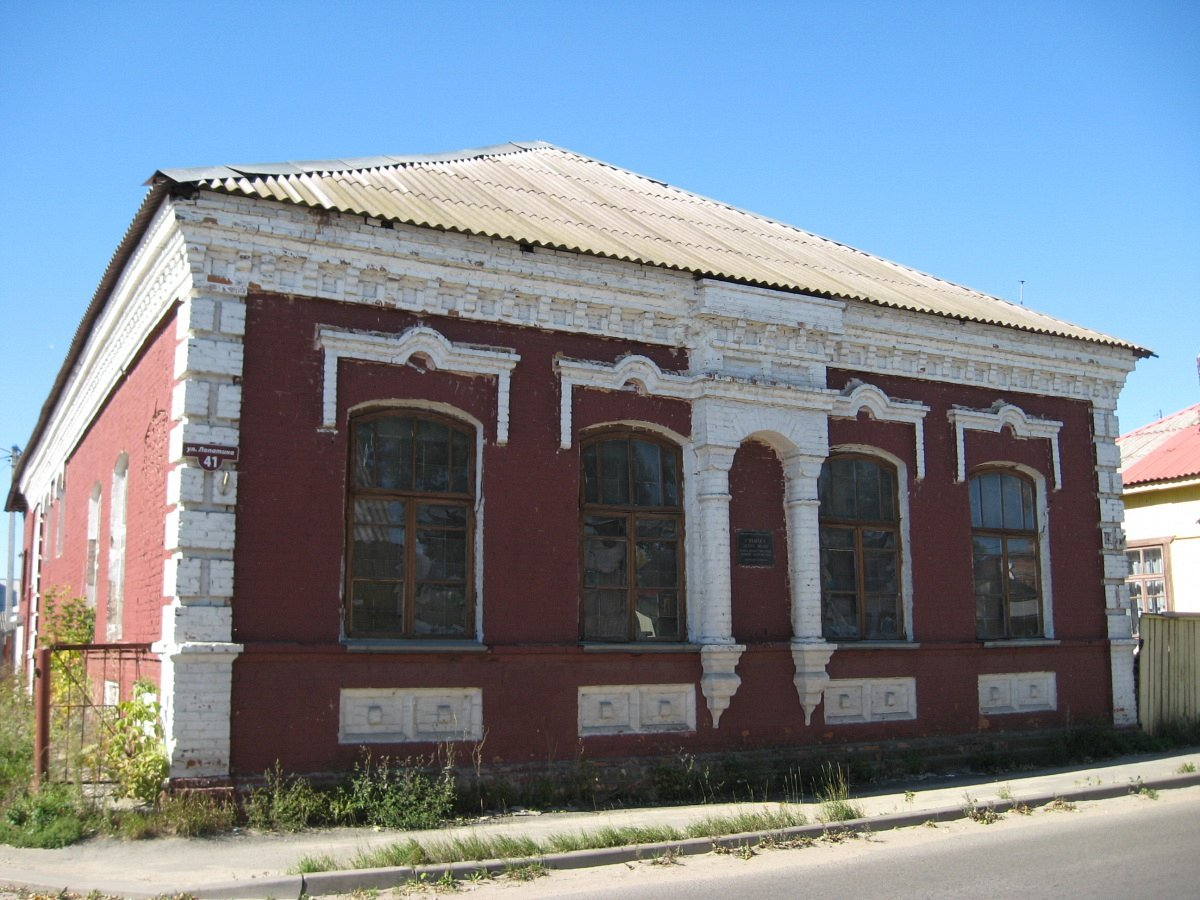
Synagoge in Baryssau (2013)

Die Synagoge in Baryssau, einer belarussischen Stadt in der Minskaja Woblasz, wurde 1911 errichtet. Die Synagoge wurde nach dem Zweiten Weltkrieg zweckentfremdet.
In Baryssau war vor 1941 der Anteil der jüdischen Bevölkerung sehr hoch. Der überwiegende Teil der jüdischen Bevölkerung wurde von den deutschen Besatzern während des Holocausts ermordet.